# Guéhenno
Guéhenno (en bretó Gwezhennoù) és un municipi francès, situat a la regió de Bretanya, al departament d'Ar Mor-Bihan. L'any 2006 tenia 786 habitants.

## Demografia
| 1962                                       | 1968 | 1975 | 1982 | 1990 | 1999 |
| ------------------------------------------ | ---- | ---- | ---- | ---- | ---- |
| 975                                        | 900  | 849  | 844  | 835  | 730  |
| Des de 1962: població sense dobles comptes |      |      |      |      |      |

## Administració
| Període   | Identitat              | Partit |
| --------- | ---------------------- | ------ |
| 1925-1945 | Emmanuel Guillo (pare) |        |
| 1945-1947 | Auguste Dréano         |        |
| 1947-1965 | Charles Le Cam         |        |
| 1965-1995 | Emmanuel Guillo        |        |
| 1995-2006 | Jean-Claude Le Brun    |        |
| 2006-2008 | Brigitte Bernard       |        |
| 2008-     | Didier Lesage          |        |